# Antara

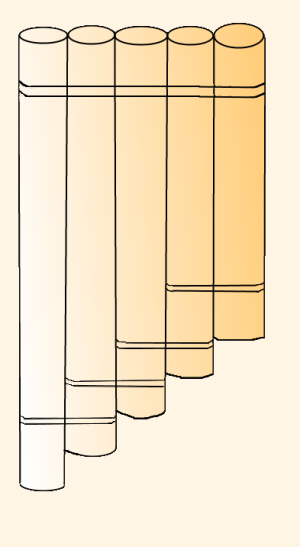
Antara.

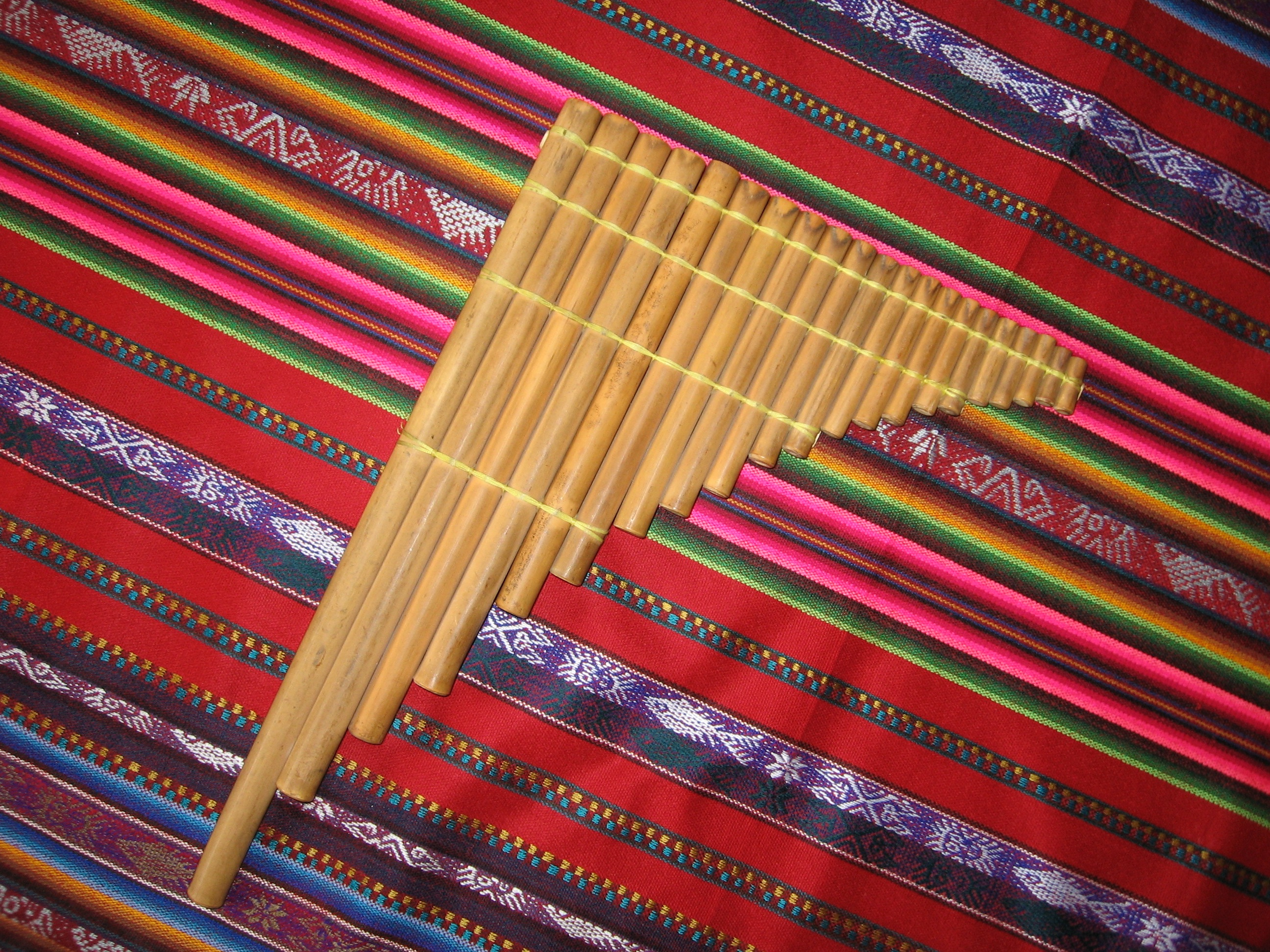
Antara

La antara (también, andarilla) es una especie de flauta de Pan, hecha con cañas de carrizo, a manera de una zampoña pequeña o un rondador ecuatoriano, pero que se diferencia de ellos por estar constituida por una sola hilera de cañas -en número menor-, dispuestas en escalera, adecuadamente afinadas y aseguradas por convenientes amarras de hilo. Es un instrumento común en la sierra de Perú y Bolivia

## Etimología
En el idioma quechua, a la antara se le denomina "antara", y es el instrumento al que se hace referencia en una composición poética de comienzos del siglo XX que fue convertida en canción del folclore costeño (vals), cuya autoría, probablemente corresponda a Abelardo Gamarra, "El Tunante". Este tema, poético-musical, es una suerte de elegía (escrita en primera persona) dedicada a un bandolero nacido en Chiquián (Ancash) en 1874 y asesinado en 1909, de nombre Luis Pardo Novoa.
Muchos han considerado (sin contar con una rigurosa sustentación) que la "andarita" allí referida, es una flor "de la zona" y que (metafóricamente) es usada en el poema para aludir a una mujer (que habría sido una de las amantes de Pardo). El uso en minúsculas (que es como aparece en el texto) indica, naturalmente, que no se trata de un apelativo y, en consecuencia, mal se hace en asegurar que aquella "compañera del bandolero solitario" sea una mujer. Tampoco es dable aceptar que el autor se refiera, literalmente, a una flor ya que resulta absurdo hablar de un hombre machista -como lo fue Pardo- presuntamente acompañado en sus correrías por una flor que, dicho sea finalmente, no corresponde a la zona de Chiquián ni a ninguna conocida (revísese todo cuanto se refiera a la flora peruana). El más fidedigno, hasta ahora, biógrafo de Luis Pardo lo confirma en el libro que escribió hace muchos años; nos referimos al escritor chiquiano Alberto Carrillo Ramírez ("Luis Pardo, el gran bandido"). El escritor ancashino Bernardo Rafael Álvarez, en un ensayo acerca de Luis Pardo, dice respecto de "andarita" lo siguiente: "Es que, en realidad, no es una flor. Es -sépase ya- un instrumento  musical. “Andarita” es el nombre que se le da a una especie de flauta de pan -parecida al siku altiplánico-, más comúnmente conocida, en gran parte de nuestro país y en alguna otra región de Sudamérica, con el nombre de “antara”. Es probable que para darle una sonoridad más suave y lograr una acentuada eufonía (uso que es común en nuestro país), se haya recurrido al reemplazo de la “t” por la “d”, convirtiéndose “antara” en “andara” y -habituados como solemos ser a los hipocorísticos- terminara usándose “andarita”". La "andarita" de ese poema o canción es, en rigor, el humilde instrumento de la zona norte de Ancash, o de más allá; es decir, de la región en la que nació Abelardo Gamarra, más conocido como "El Tunante" (EL POETA, LA AMADA MUERTA Y LA FLOR DEL MONTE. Mitos tras Luis Pardo, el bandolero).

## Culturas precolombinas

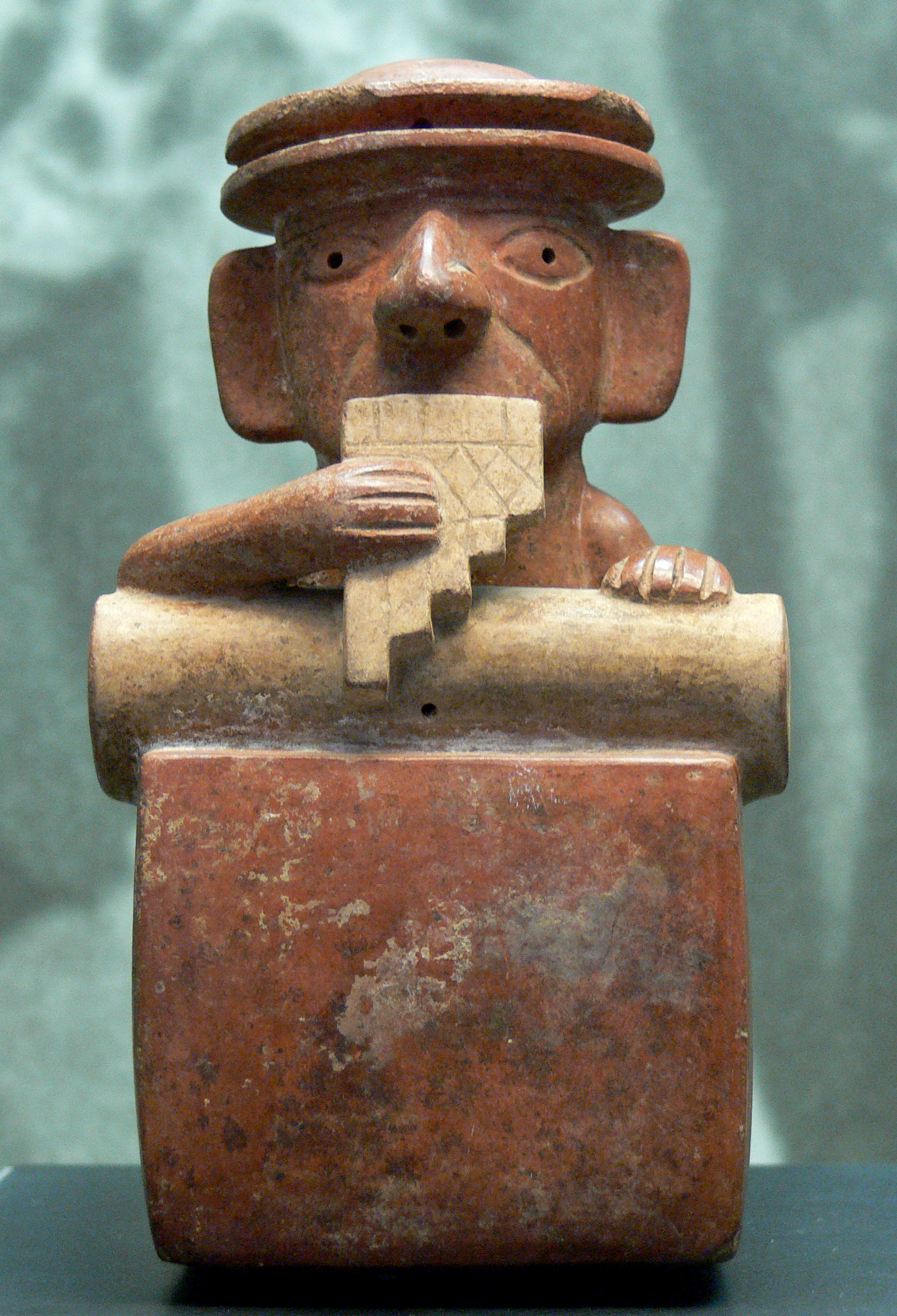
La antara en el arte peruano.

Es un importante instrumento musical precolombino de las culturas Paracas y Nasca, con una antigüedad de 2,500 años o más.
En los vestigios de la cultura Nasca, se encuentran antaras de cerámica cromáticas y con acabos y conocimientos de acústica y física. Podemos señalar a los Nascas como los más avanzados músicos de toda América en su tiempo.
Los ejemplares distribuidos por muchos museos del Perú y del mundo, muestran el gran acabado que lograban los Nascas, no sólo en la cerámica, sino también en las escalas musicales.
Se han realizado diversas investigaciones al respecto: Raoul y Marguerite D'Harcourth (1925), André Sas (1938), Robert Stevenson (1959), César Bolaños (1980), Américo Valencia Chacón (1982), Miguel Oblitas Bustamante (1984-2009), Arturo Ruíz de Pozo (1992) y Anna Gruczinska (1993).

## Véase también

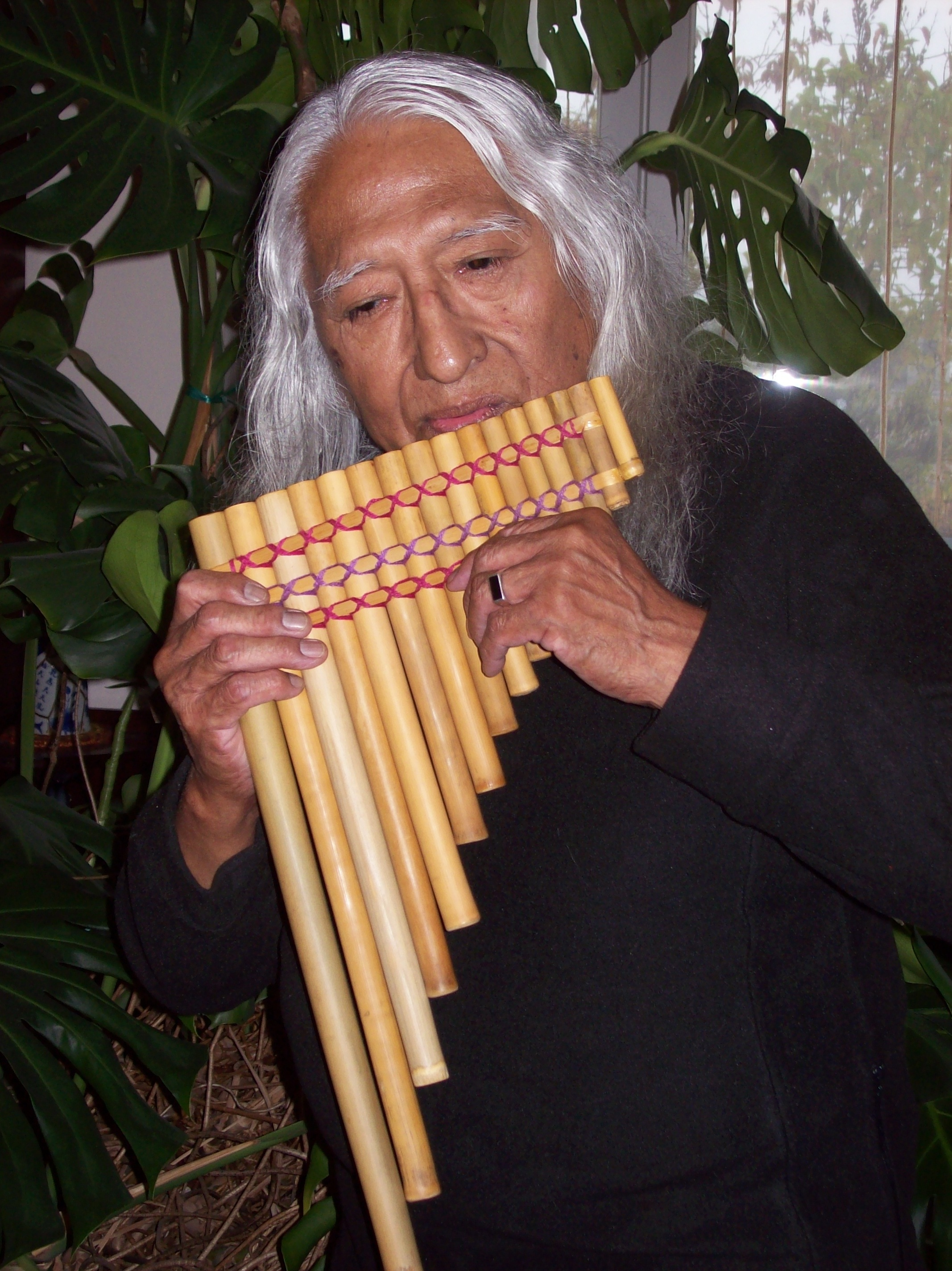
Antara, tocado por Uña Ramos